# Władcy Limburga

Herb władców Limburga

## Hrabiowie

### Dynastia Ardennes
- ok. 1061 – ok. 1082: Walram I
- ok. 1082 – ok. 1119: Henryk I

## Książęta

### Dynastia Ardennes
- ok. 1119–1139: Walram II
- 1139–1167: Henryk II
- 1167–1221: Henryk III
- 1221–1226: Walram III
- 1226–1246/1247: Henryk IV
- 1246/1247–1279: Walram IV
- 1279–1283: Ermengarda

### Dynastia z Louvain
- 1288–1294: Jan I Zwycięski, także książę Brabancji
- 1294–1312: Jan II Pokojowy
- 1312–1355: Jan III
- 1355–1406: Joanna

### Dynastia burgundzka (linia boczna Walezjuszów)
- 1406–1415: Antoni I Brabancki
- 1415–1427: Jan IV Brabancki
- 1427–1430: Filip I Brabancki
- 1430–1467: Filip II Dobry
- 1467–1477: Karol I Zuchwały
- 1477–1482: Maria I

### Habsburgowie
- 1482–1506: Filip III Piękny
- 1506–1556: Karol II
- 1556–1598: Filip IV
- 1598–1621: Izabela Klara Eugenia Habsburg i Albrecht VII Habsburg
- 1621–1665: Filip V
- 1665–1700: Karol III

### Burbonowie
- 1700–1713: Filip VI

### Habsburgowie
- 1713–1740: Karol IV
- 1740–1780: Maria II

### Dynastia habsbursko-lotaryńska
- 1780–1790: Józef I
- 1790–1792: Leopold I
- 1792–1794: Franciszek I
- 1794: utrata na rzecz Francji